# Tina Bordihn

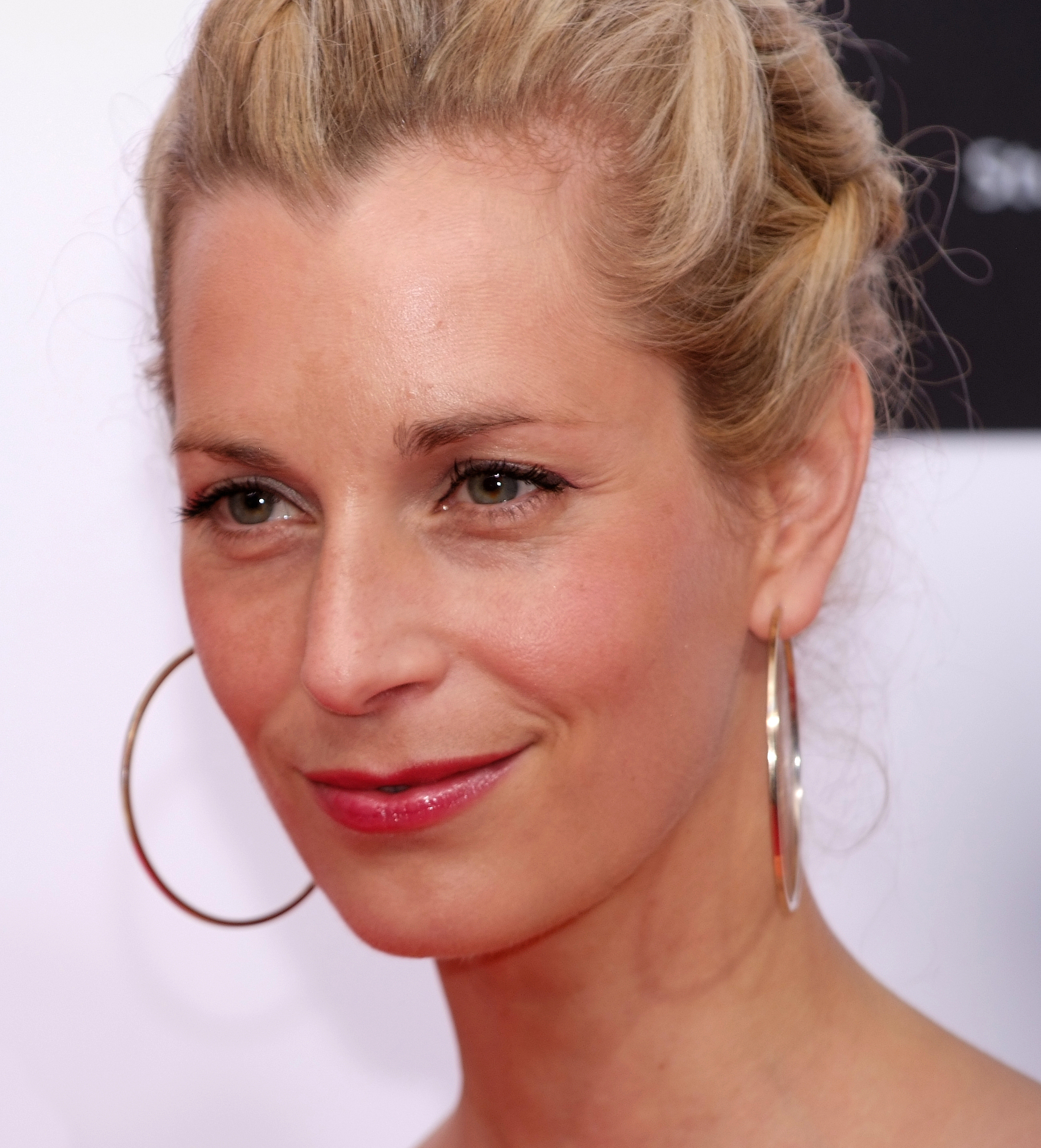
Tina Bordihn (2012)

Tina Bordihn (* 29. Juni 1973 in Düsseldorf) ist eine deutsche Schauspielerin, Filmregisseurin und ein  Model.

## Werdegang
Tina Bordihn wurde am 29. Juni 1973 in Düsseldorf geboren und besuchte das Gymnasium. Bordihn hat drei ältere Brüder. Ihren ersten Kurzfilm drehte die junge Frau 1989. 1991 brach sie, kurz vor dem Abitur, die Schule ab und arbeitete einige Zeit als Model. Später besuchte sie die Weist-Barron school for television & film in New York City und setzte danach ihre Ausbildung in Berlin bei Heidelotte Diehl fort, die nach der Lee Strasberg Methode unterrichtet. Ihre erste Fernsehrolle hatte Bordihn in der ältesten deutschen Seifenoper Gute Zeiten, schlechte Zeiten als Sonja Wiebe, die sie von 1997 bis 1998 verkörperte und dann an die Schauspielkollegin Tokessa Möller-Martinius weitergab. Im Rahmen dieses Engagements wurden auch mehrere von ihr gesungene Titel auf Sammelalben zur Serie veröffentlicht.

## Persönliches
Bis zum Sommer 2008 war die Schauspielerin mit dem Schauspieler Hannes Jaenicke liiert.
Am 24. September 2010 brachte Tina Bordihn eine Tochter zur Welt. Den Vater ihres Kindes, den Rechtsanwalt Hartwig Stiebler, heiratete sie 2012. Das Paar lebt inzwischen getrennt.

## Filmografie (Auswahl)

### Kino
- 1997: Comedian Harmonists
- 1998: Angel Express
- 2001: Invincible

### Fernsehen
- 1996:Schlosshotel Orth (Fernsehserie, 1 Episode)
- 1997–1998: Gute Zeiten, schlechte Zeiten (Fernsehserie, 249 Episoden)
- 1998: Verführt – Eine gefährliche Affäre (Fernsehfilm)
- 1999: Spiel der Spiele
- 2000, 2005: Die Rettungsflieger (Fernsehserie, 2 Episoden)
- 2000–2001: girl friends – Freundschaft mit Herz (Fernsehserie, 13 Episoden)
- 2003: Mama macht’s möglich (Fernsehfilm)
- 2003, 2007: Unser Charly (Fernsehserie, 2 Episoden)
- 2003–2015: SOKO Köln (Fernsehserie, 3 Episoden)
- 2003: Adelheid und ihre Mörder (Episode: Millionenpuzzle)
- 2003: Ein Banker zum Verlieben (Fernsehfilm)
- 2003: Gestern gibt es nicht (Fernsehfilm)
- 2003: Berlin, Berlin (Fernsehserie, 2 Episoden)
- 2004: Pfarrer Braun (Fernsehreihe, Episode: Der Fluch der Pröpstin)
- 2004: Ein Fall für zwei (Fernsehreihe, Episode 218: Gigolo)
- 2004: Nussknacker und Mausekönig (Sprechrolle)
- 2004: Hallo Robbie! (Fernsehserie, 4 Episoden)
- 2005: Utta Danella (Fernsehreihe, Episode: Eine Liebe in Venedig)
- 2006: Tatort (Fernsehreihe, Episode: Bienzle und der Tod im Weinberg)
- 2006: Die Kommissarin (Auf der Flucht)
- 2006: Ein starkes Team (Fernsehreihe)
- 2007–2009: Forsthaus Falkenau (Fernsehserie, 49 Episoden)
- 2007: Tatort (Fernsehreihe, Episode: Der Traum von der Au)
- 2007–2008: Post Mortem (Fernsehreihe, 3 Episoden)
- 2008: Das Islandabenteuer
- 2010: Der letzte Patriarch (Fernsehfilm)
- 2013: Inga Lindström: Herz aus Eis (Fernsehreihe)
- 2014: Alles was zählt (Fernsehserie)
- 2023: Klara Sonntag – Erste Liebe (Fernsehreihe)

### Gastauftritte
- 1998: SK-Babies (Fernsehserie)
- 1999: St. Angela (Fernsehserie)
- 1999: Für alle Fälle Stefanie (Fernsehserie)
- 2001: HeliCops – Einsatz über Berlin (Fernsehserie)
- 2002: Edel & Starck (Fernsehserie, Episode: Alleinsein ist schön)
- 2006: Küstenwache (Fernsehserie)
- 2010: Die Landärztin (Fernsehreihe)
- 2019: SOKO Stuttgart (Fernsehserie, Folge: Henriettes Erbe)
- 2020: Der Staatsanwalt (Fernsehserie)

## Diskografie
- 1997: Gute Zeiten, schlechte Zeiten: Merry Christmas To You (Hand In Hand als Solo; Merry Christmas To You, Last Christmas, Jingle Bells, Heute Abend, O Du Fröhliche und O Tannenbaum als GZSZ All Stars)
- 1998: Gute Zeiten, schlechte Zeiten – Vol. 15: Lucky Days (Sugarbread And Whip)